# Kougny
Kougny là một tổng thuộc  Nayala (tỉnh) ở phía tây  Burkina Faso. Thủ phủ là thị xã Kougny. Theo điều tra dân số năm 1996, tổng này có tổng dân số 15.383 người.

## Các thị xã và làng xã
- Kougny	(3 633 dân) (thủ phủ)
- Goin	(1 567 dân)
- Gounian	(1 434 dân)
- Gouri	(1 182 dân)
- Kamba	(903 dân)
- Kibiri	(499 dân)
- Niaré	(1 904 dân)
- Nimina	(1 746 dân)
- Sebéré	(1 366 dân)
- Tiouma	(1 149 dân)